# Globospongicola spinulatus
Globospongicola spinulatus is een tienpotigensoort uit de familie van de Spongicolidae. De wetenschappelijke naam van de soort is voor het eerst geldig gepubliceerd in 2006 door Komai & Saito.